# Janet Akyüz Mattei
Janet Akyüz Mattei (Bodrum, Muğla, 2 de gener de 1943 - Boston, Estats Units, 22 de març de 2004) fou una astrònoma turco-americana. Comptà amb més de 500 articles publicats i va rebre diversos premis pels seus estudis científics. L'octubre de 2014, Akyüz Mattei, també va ser inclosa en una exposició, organitzada a Istanbul, sobre les jueves turques pioneres en el seu àmbit de treball.